# Sainte-Marguerite-de-Viette
Sainte-Marguerite-de-Viette är en kommun i departementet Calvados i regionen Normandie i norra Frankrike. Kommunen ligger i kantonen Saint-Pierre-sur-Dives som ligger i arrondissementet Lisieux. År 2018 hade Sainte-Marguerite-de-Viette 343 invånare.

## Befolkningsutveckling
Antalet invånare i kommunen Sainte-Marguerite-de-Viette
Referens:INSEE